# 迈克·阿里斯
迈克尔·瓦尔兰科特·阿里斯（英語：Michael Vaillancourt Aris，1946年3月27日—1999年3月27日）是一位在西方国家具有权威地位的学者，牛津大学的教授，曾在不丹王室擔任英語教師，研究领域有不丹文化，西藏文化以及喜马拉雅文化，曾著有几本关于在不丹文化和西藏文化中的佛教的书。他是缅甸民主运动领导人翁山蘇姬的丈夫。

## 生平
阿里斯生於古巴哈瓦那。他的父親，約翰·阿里斯（John Aris），是英國文化協會的官員。母親喬塞特（Josette）是加拿大大使的女兒。他的雙胞胎兄弟，安東尼·阿里斯（Anthony Aris），也是西藏文化的著名研究學者，是西域圖書出版社（Serindia Books）的社長。阿里斯年轻时就读于杜伦大学 St. Cuthbert Society 学习现代史。1972年，與翁山蘇姬結婚。
1999年3月27日，阿里斯因前列腺癌在英国牛津去世。